# Ferrari 365
 (décembre 2023).
Si vous disposez d'ouvrages ou d'articles de référence ou si vous connaissez des sites web de qualité traitant du thème abordé ici, merci de compléter l'article en donnant les références utiles à sa vérifiabilité et en les liant à la section « Notes et références ».
L'appellation Ferrari 365 englobe un ensemble de modèles de voitures de sport construites dans les années 1960 et 1970 par la firme automobile italienne Ferrari.

## Historique
La série des Ferrari 365 remplace celle des Ferrari 275 et Ferrari 330. L'appellation correspond à la cylindrée unitaire du V12 de 4,4 L que partagent ces voitures. Le premier modèle apparaît en 1966 ; la production du dernier cesse en 1971.

## Modèles
- Ferrari 365 P Berlinetta Speciale (1966)
- Ferrari 365 GTB/4 Daytona (1968)
- Ferrari 365 California Cabriolet
- Ferrari 365 GT 2+2
- Ferrari 365 GTS/4 Daytona Spider (1969)
- Ferrari 365 GTC (1969)
- Ferrari 365 GTS (1969)
- Ferrari 365 GTB/4 Daytona Competizione I
- Ferrari 365 GTC/4 (1971)
- Ferrari 365 GT/4 2+2 (1972)
- Ferrari 365 GTB/4 Daytona Competizione II
- Ferrari 365 GT/4 Berlinetta Boxer (1971)

## Cinéma
La Ferrari 365 apparaît dans plusieurs films au cinéma :
- 60 secondes chrono (modèle GTB/4)
- Blow (modèle GTS/4)
- Le Cerveau du super-gang (modèle GTB/4)
- La Coccinelle à Monte-Carlo (modèles GTB/4 et GTC/4)
- Le Mans (modèle GT)
- On m'appelle Dollars (modèle GTC)
- Punisher (modèle GTB/4)
- Rain Man (modèle GTS/4)
- Cannonball 3 (modèle GTS/4)
- La Vérité si je mens ! (modèle GTB/4)